# Zofia Rosenblum-Szymańska

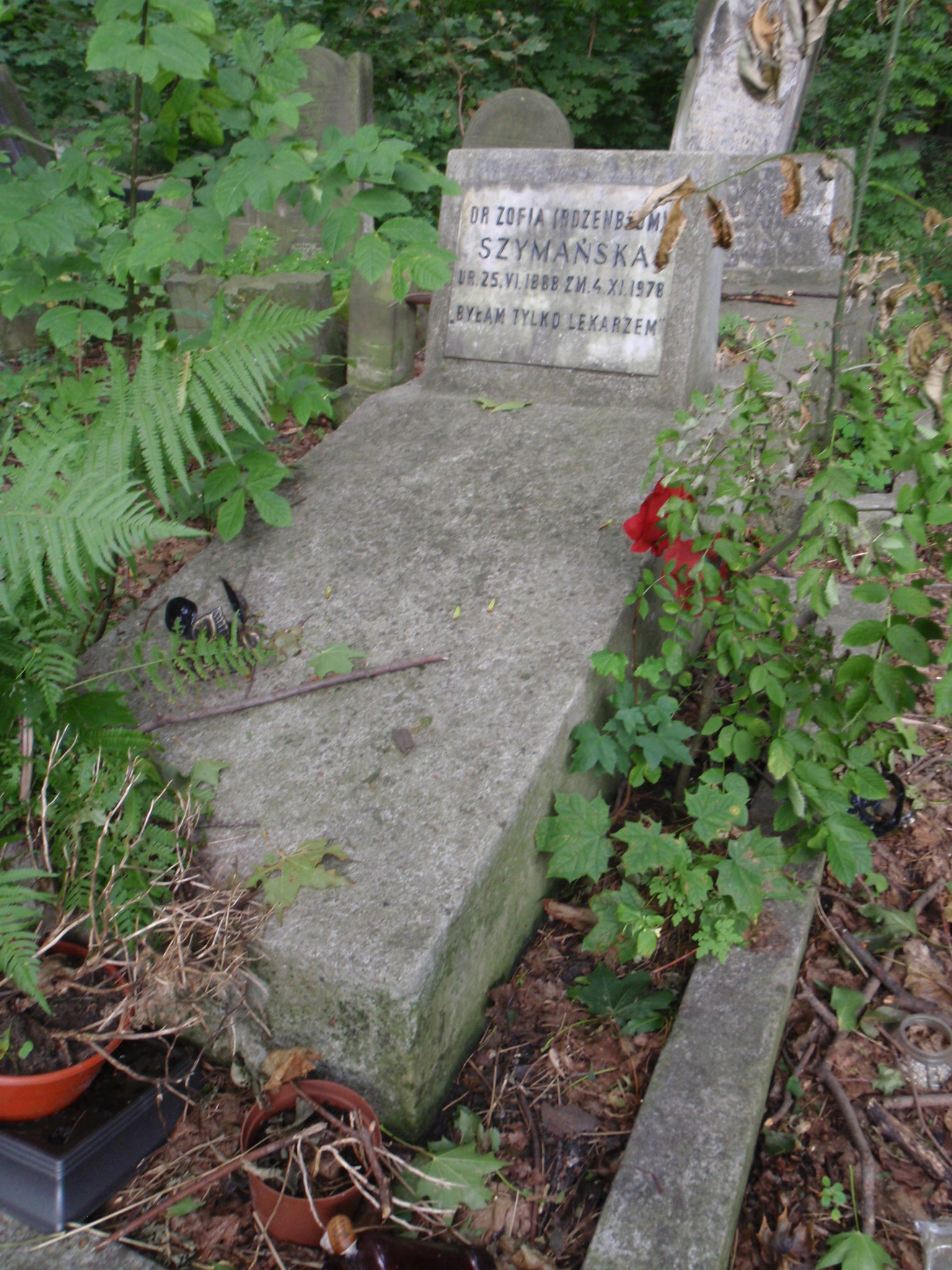
Grób Zofii Rosenblum-Szymańskiej na cmentarzu żydowskim przy ulicy Okopowej w Warszawie

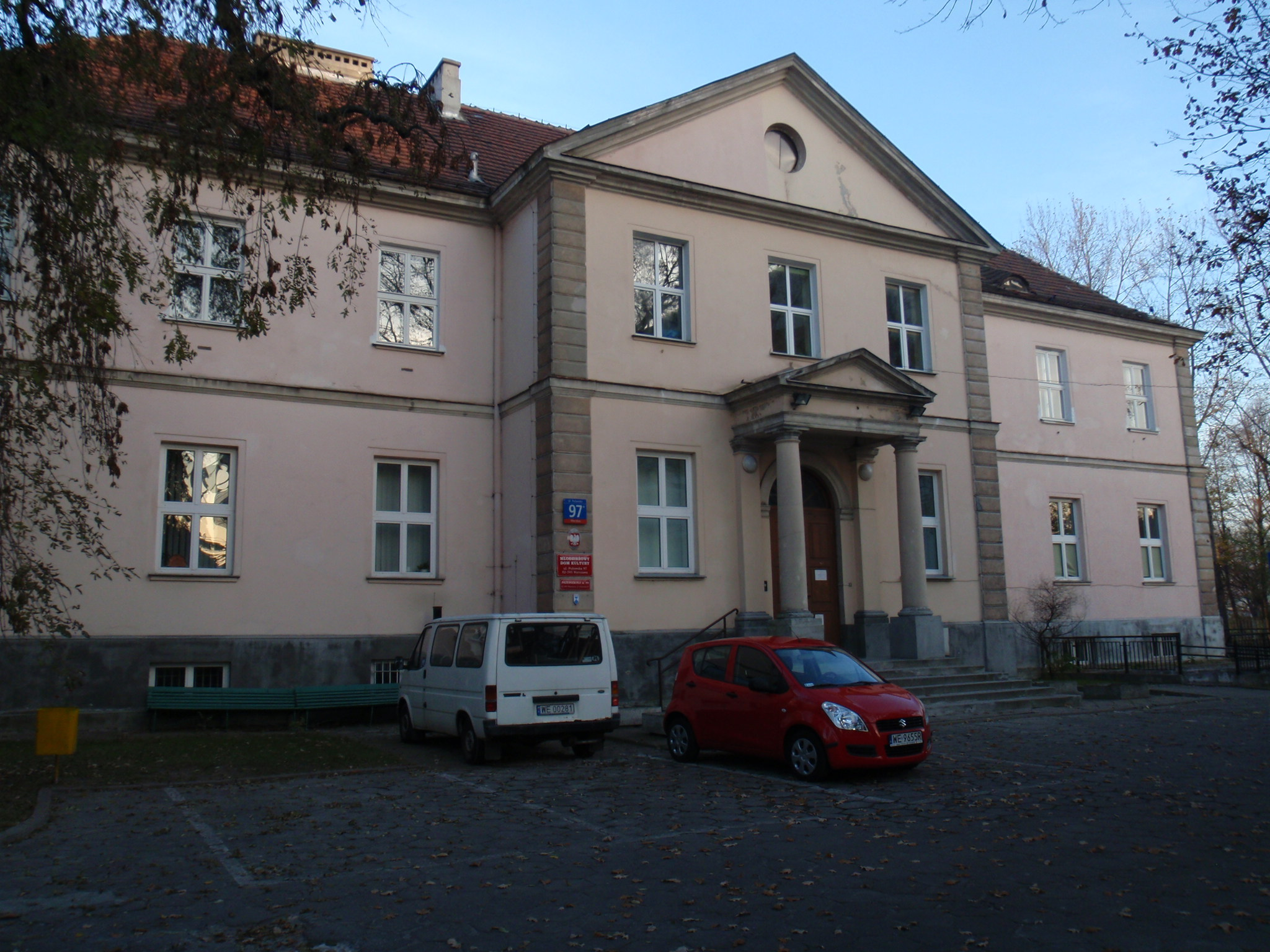
Budynek, w którym mieścił się Instytut Moralnie Zaniedbanych Dzieci, w którym pracowała Zofia Rosenblum-Szymańska

Zofia Rosenblum-Szymańska (ur. 25 czerwca 1888 w Łodzi, zm. 4 listopada 1978 w Warszawie) – polska lekarz pediatra, neuropsychiatra i psycholog dziecięcy żydowskiego pochodzenia, współtwórczyni opieki zdrowotnej nad dziećmi w Polsce.

## Życiorys
Urodziła się w Łodzi w rodzinie żydowskiej. W 1915 ukończyła studia medyczne w Paryżu. Tam też doktoryzowała się na podstawie pracy Du developpement du systeme nerveux au cours de l'enfance, w czasie studiów była młodszą asystentką Józefa Babińskiego. Po ukończeniu studiów wyjechała do Rosji, gdzie pracowała w klinice neurologicznej w Moskwie pod kierunkiem Grigorija Rossolimo. W 1918 wróciła do Polski i utworzyła w Warszawie pierwszą w kraju Poradnię Pedologiczną, którą kierowała w latach 1923–1939. Zorganizowała z ramienia Centosu (Centrali Związku Towarzystw Opieki nad Sierotami i Dziećmi Opuszczonymi) Zakład dla Dzieci Specjalnej Troski w Otwocku, którego w latach 1928–1939 była lekarzem naczelnym. W latach 1918–1920 współpracowała z Januszem Korczakiem badając rozwój psychopedagogiczny wszystkich wychowanków jego sierocińca. Współpracowała także z Gustawem Bychowskim, Janiną Perl-Neudingową i Heleną Merenholc.
Przed 1932 rokiem była stażystką na oddziale neurologicznym Edwarda Flataua w Szpitalu Starozakonnych na Czystem, później prowadziła połowę sali kobiecej na tym oddziale i zajmowała się badaniami epidemiologicznymi.
Po wybuchu II wojny światowej wraz z Adolfem Bermanem i Józefem Gitlerem organizowała zarząd Centosu – została jego lekarzem naczelnym, wszystkie placówki dziecięce podlegały jej pod względem sanitarnym. W październiku 1940 znalazła się w getcie warszawskim. W lipcu 1942 była świadkiem zastrzelenia na ulicy getta doktora Szteinkalka, kiedy szedł do pacjenta. Po I Wielkiej Akcji Wysiedleńczej Centos został zlikwidowany, co spowodowało, że została bez pracy. W sierpniu 1942 razem z siostrzenicą Jasią przedostała się na aryjską stronę. Pomogła im w tym znajoma Polka – pani Łeszeżanka, pracownik Zarządu Miejskiego, która zapisała Szymańską do kolumny pracowników Wydziału Opieki Społecznej Zarządu Miejskiego. Pracowała w zakładzie dla chłopców moralnie zaniedbanych przy ulicy Puławskiej 97. Początkowo ukrywała się u Ireny Solskiej, następnie przez 17 dni w klasztorze sióstr Niepokalanek przy ulicy Kazimierzowskiej, a potem w klasztorze Sióstr Urszulanek w Ożarowie Mazowieckim, gdzie doczekała końca wojny.
Po zakończeniu wojny w latach 1945–1949 pracowała w Departamencie Opieki nad Dzieckiem przy Ministerstwie Oświaty. Następnie w latach 1949–1971 była kierownikiem Poradni dla Dzieci i Młodzieży w Instytucie Higieny Psychicznej w Warszawie. Jako delegatka Ministerstwa Zdrowia występowała na międzynarodowych kongresach.
Zmarła w Warszawie. Jest pochowana na cmentarzu żydowskim przy ulicy Okopowej (kwatera 67, rząd 5).

## Publikacje
- Byłam tylko lekarzem... (1979)
- Dziecko nieznośne czy chore (1969)
- Psychiatria wieku dziecięcego i młodzieńczego (1967)
- Dziecko nieznośne czy chore (1965)
- Mój tatuś pije (1962)
- Dziecko wykolejone (1959)
- Dziecko trudne (1957)